# Рыжов, Александр Петрович
Алекса́ндр Петро́вич Рыжо́в (1920—1976) — рядовой Советской Армии, участник Великой Отечественной войны, Герой Советского Союза (1944).

## Биография
Александр Рыжов родился 15 февраля 1920 года в селе Васильевка (ныне — Грибановский район Воронежской области). Окончил начальную школу. До призыва в армию проживал и работал в Борисоглебске. В 1941 году Рыжов был призван на службу в Рабоче-крестьянскую Красную Армию. С 1942 года — на фронтах Великой Отечественной войны.
К сентябрю 1943 года гвардии красноармеец Александр Рыжов был помощником наводчика противотанкового ружья 7-го гвардейского истребительно-противотанкового дивизиона 7-го гвардейского кавалерийского корпуса Центрального фронта. Отличился во время битвы за Днепр. В ночь с 26 на 27 сентября 1943 года расчёт Рыжова одним из первых переправился через Днепр в районе деревни Нивки Брагинского района Гомельской области Белорусской ССР и принял активное участие в боях за захват и удержание плацдарма на его западном берегу, лично уничтожив 1 танк, 1 автомашину, 2 крупнокалиберных пулемёта и большое количество солдат и офицеров противника.
Указом Президиума Верховного Совета СССР «О присвоении звания Героя Советского Союза генералам, офицерскому, сержантскому и рядовому составу Красной Армии» от 15 января 1944 года за «образцовое выполнение боевых заданий командования на фронте борьбы с немецкими захватчиками и проявленными при этом отвагу и геройство» гвардии красноармеец Александр Рыжов был удостоен высокого звания Героя Советского Союза с вручением ордена Ленина и медали «Золотая Звезда» за номером 3026.
В 1946 году Рыжов был демобилизован. Проживал и работал на родине. Умер 14 января 1976 года.
Был также награждён рядом медалей.
В честь Рыжова названа улица в его родном селе.